# Göran Ax
Göran Ax (Linköping, 3 décembre 1943 - Eslöv, 24 février 2018) est un pilote suédois de vol à voile champion du monde en 1972 et 1981.

## Palmarès

### Championnats du monde
- Médaille d'argent en 1968, en classe Open, à Leszno, (Pologne)
- Médaille d'or en 1972, en classe Open, à Vršac, (Yougoslavie)
- Médaille de bronze en 1978, en classe 15 mètres, à Châteauroux, (France)
- Médaille d'or en 1981, en classe Open, à Paderborn, (Allemagne)
- Médaille d'argent en 1993, en classe Open, à Borlänge, (Suède)